# Breukelen
Breukelen é uma cidade da província de Utreque, nos Países Baixos. 

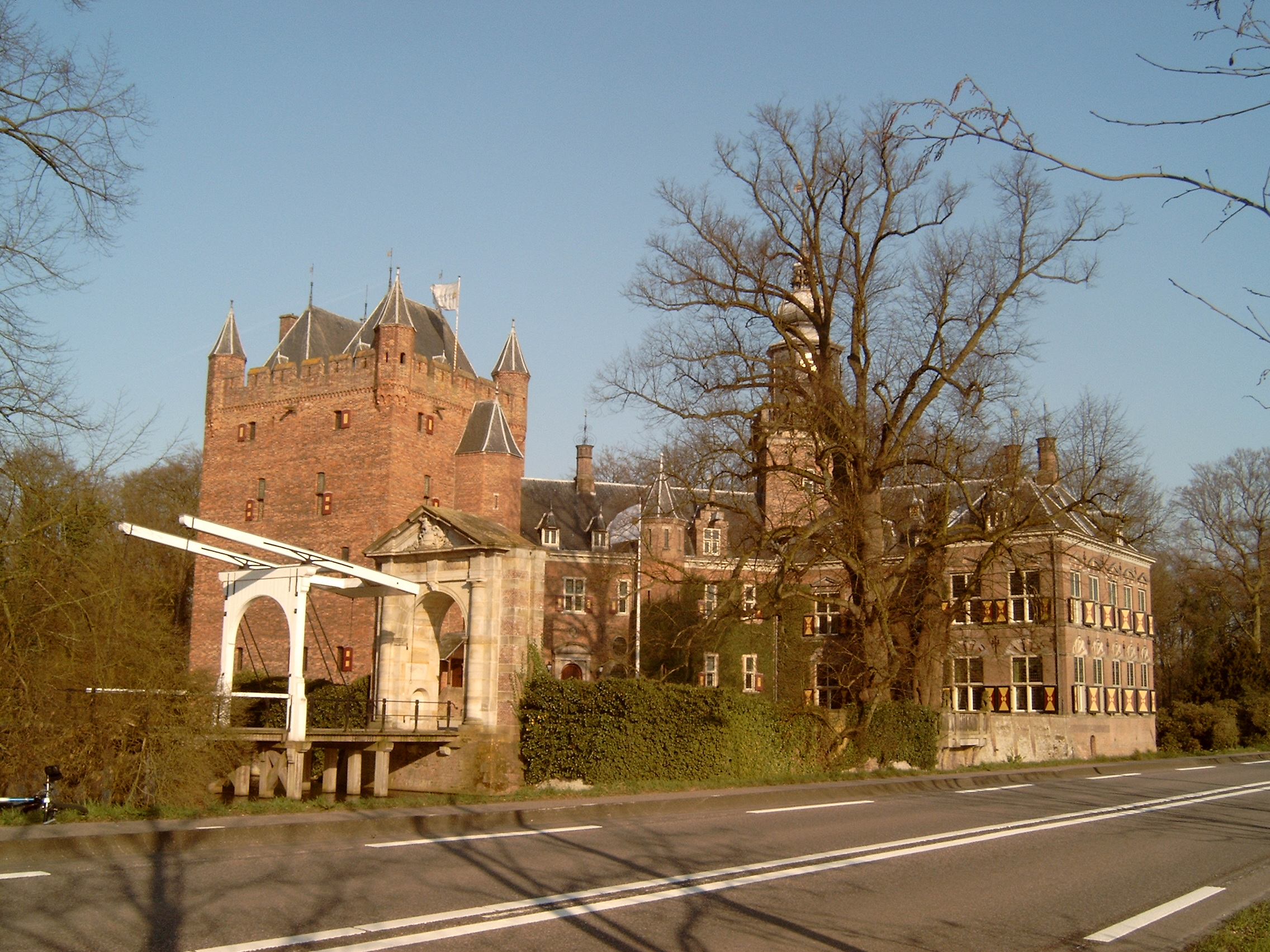
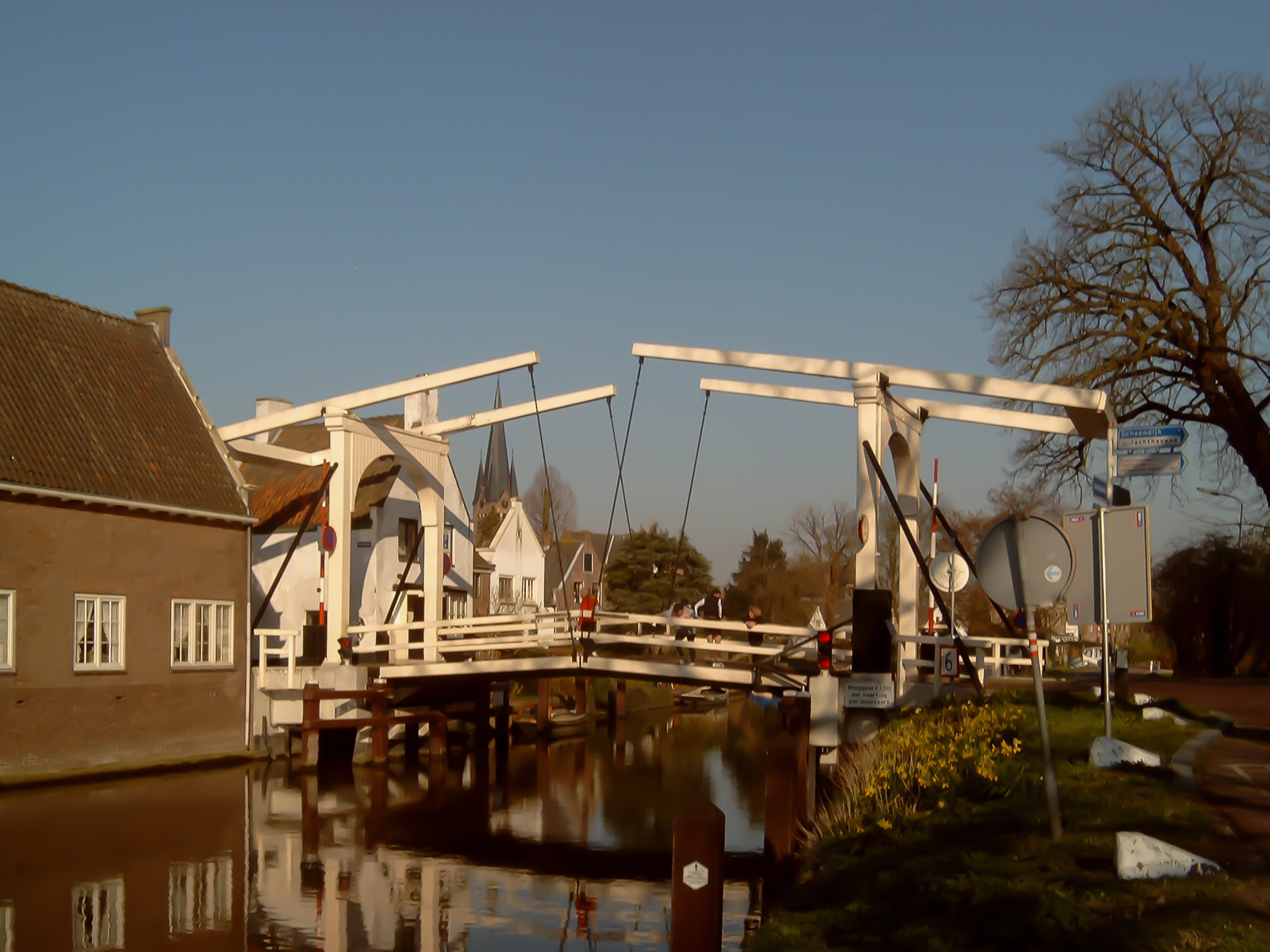
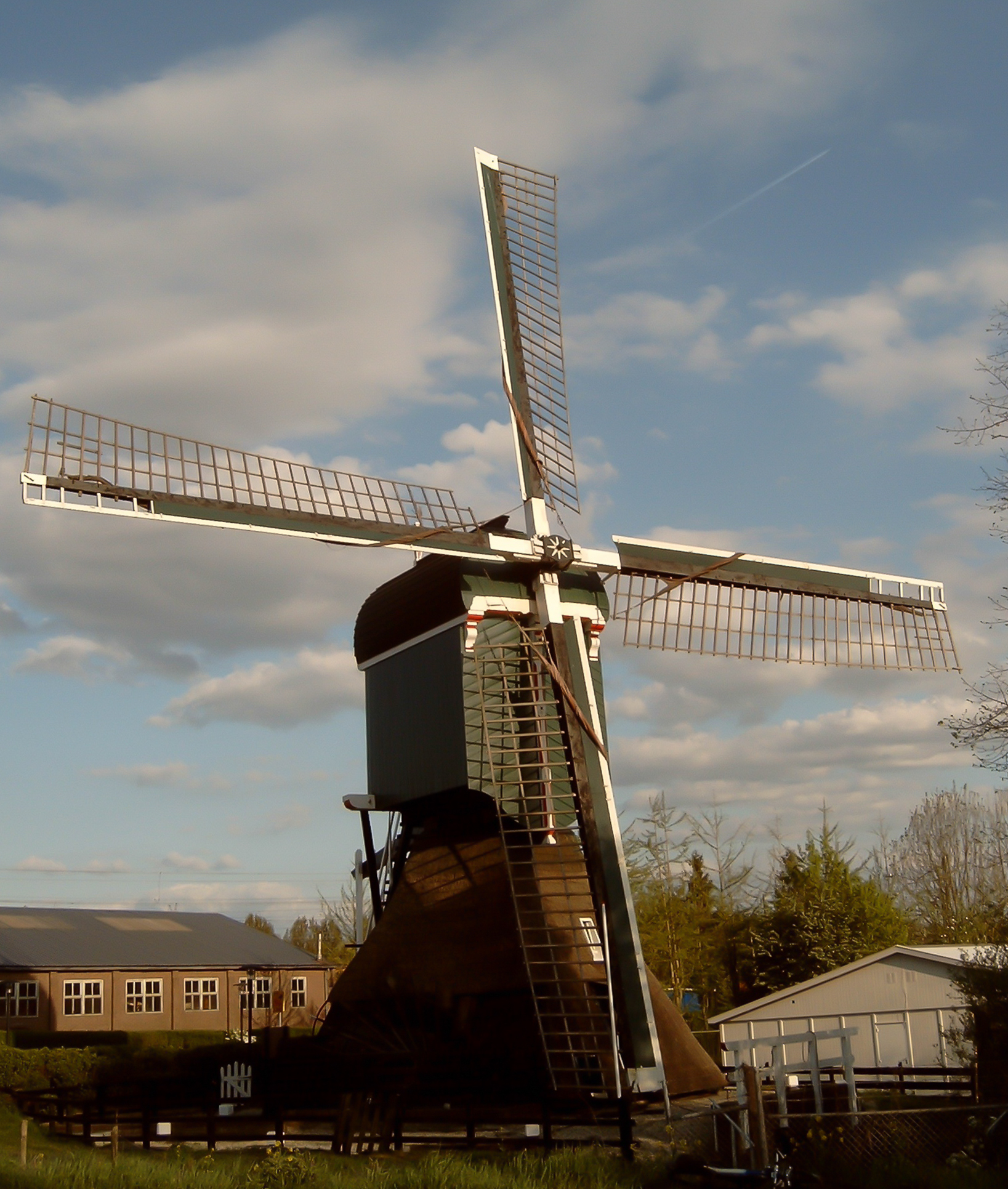